# Лоренцо Патта
Лоренцо Патта (23 травня 2000 , Ористано, Сардинія ) — італійський легкоатлет, що спеціалізується на спринті, олімпійський чемпіон 2020 року.

## Кар'єра
| Рік                | Змагання                       | Місце проведення   | Місце              | Дисципліна            | Результат          | Примітки           |
| Представник Італія | Представник Італія             | Представник Італія | Представник Італія | Представник Італія    | Представник Італія | Представник Італія |
| ------------------ | ------------------------------ | ------------------ | ------------------ | --------------------- | ------------------ | ------------------ |
| 2018               | Чемпіонат Європи серед юніорів | Тампере, Фінляндія | 9                  | біг на 200 метрів     | 21.18              |                    |
| 2018               | Чемпіонат Європи серед юніорів | Тампере, Фінляндія | —                  | естафета 4×100 метрів | DNF                |                    |
| 2019               | Чемпіонат Європи серед юніорів | Бурос, Швеція      | 2                  | естафета 4×100 метрів | 39.89              |                    |
| 2021               | Командний чемпіонат Європи     | Хожув, Польща      | 2                  | біг на 100 метрів     | 10.29              |                    |
| 2021               | Командний чемпіонат Європи     | Хожув, Польща      | 5                  | естафета 4×100 метрів | 39.28              |                    |
| 2021               | Олімпійські ігри               | Токіо, Японія      | 1                  | естафета 4×100 метрів | 37.50              | NR                 |